# Windows ADK
Windows ADK（Windows Assessment and Deployment Kit），曾用名Windows AIK或WAIK（Windows Automated Installation Kit）是Microsoft开发的旨在帮助将Microsoft Windows操作系统映像部署到目标计算机或VHD虚拟硬盘上的工具集合，最早出现在Windows Vista上。WAIK 是Microsoft Deployment Toolkit的必要组件。

## 组件

### 程序兼容性工具
这套工具包含Compatibility Administrator和Standard User Analyzer等部分。

### 部署映像服务和管理工具（DISM）
部署映像服务和管理工具（Deployment Image Servicing and Management ，DISM）是一个可以执行多种服务任务的命令行工具。  它可用于查询、配置、安装或卸载 Windows 功能，如本地化设置、语言包、可选系统组件、设备驱动程序、通用Windows平台应用及Windows更新等。DISM 能够对运行中的Windows实例、另一个分区的离线实例或一个WIM文件里的Windows安装映像执行这些操作。在Windows Server 2012及以后的系统上，它还可以联机修复受损的Windows系统文件。
自Windows 7和Windows Server 2008 R2起，DISM 就已经是 Windows 的一部分。 在 Windows Server 2012 与 Windows 8之前，DISM 已经包含ImageX的大部分功能（但不是全部）；若要捕捉部署所用的磁盘映像，则仍然需要 ImageX 。然而在Windows 8上， DISM 将 ImageX 废弃。不仅如此，借助22个cmdlets，Windows 8和Windows Server 2012上的DISM服务可用于PowerShell的面向对象脚本编辑。而在Windows 10和Windows Server 2016上，这一数目已达到62。

### 預安裝環境
WAIK 包含 Windows预安装环境——一个可从预启动执行环境、CD-ROM、USB闪存盘或外置硬盘引导的缩减版Windows，用于部署、故障排除或恢复Windows环境。它已经取代了MS-DOS启动盘、紧急修复盘、复原主控台以及自动系统恢复启动盘。最初由大企业与OEM（在生产计算机的过程中预装Windows客户端版系统）使用，WinPE现已在WAIK中免费提供。

### 用户状态迁移工具
Windows 7上的WAIK包含 User State Migration Tool v4.0，一个用于将一套Windows上用户设置以操作系统升级或清除并重装（如清除rootkit时）方式传输到另一套Windows上的命令行界面工具。USMT v4.0 能够将 Microsoft Windows XP 及以上的系统中的设置迁移到 Microsoft Windows Vista或更高。

### Windows 评估工具
见Microsoft官方文档。

### Windows 性能工具
见Microsoft官方文档。

## 已停用组件

### ImageX
ImageX 是用于创建、编辑和部署Windows映像格式的Windows映像的命令行工具。自Windows Vista起，Windows安装程序借助WAIK API来安装Windows。
最初发行的ImageX原型版本是build 6.0.4007.0 (main.030212-2037)。它与Longhorn alpha原型同时开发，最初于Longhorn项目的Milestone 4引入并在之后的版本中使用，使得微软的OEM合作商测试映像技术成为可能。Build 6.0.5384.4 (Beta 2) 在旧版本的基础上发生显著变化，例如文件夹的只读/可读写挂载选项、分割为多个镜像文件及最新的LZX压缩算法。它在Windows Vista的Release Candidate版本之前就开始被使用了。